# العلاقات السنغافورية الناوروية
العلاقات السنغافورية الناوروية هي العلاقات الثنائية التي تجمع بين سنغافورة وناورو.

## مقارنة بين البلدين
هذه مقارنة عامة ومرجعية للدولتين:
| وجه المقارنة                                              | سنغافورة                                                             | ناورو                          |
| --------------------------------------------------------- | -------------------------------------------------------------------- | ------------------------------ |
| المساحة (كم2)                                             | 719                                                                  | 21                             |
| عدد السكان (نسمة)                                         | 5.89 مليون                                                           | 10.08 ألف                      |
| الكثافة السكانية (ن./كم²)                                 | 819.19 ألف                                                           | 48.00 ألف                      |
| العاصمة                                                   | سنغافورة                                                             | ضاحية يارين                    |
| اللغة الرسمية                                             | لغة إنجليزية، اللغة الملايو، اللغة الصينية القياسية، اللغة التاميلية | اللغة الناورونية، لغة إنجليزية |
| العملة                                                    | دولار سنغافوري                                                       | دولار أسترالي                  |
| الناتج المحلي الإجمالي (بليون دولار)                      | 323.91 مليار                                                         | 113.88 مليون                   |
| الناتج المحلي الإجمالي (تعادل القوة الشرائية) بليون دولار | 472.59 مليار                                                         | 162.98 مليون                   |
| الناتج المحلي الإجمالي الاسمي للفرد دولار أمريكي          | 52.89 ألف                                                            | 9.83 ألف                       |
| الناتج المحلي الإجمالي للفرد دولار أمريكي                 | 82.76 ألف                                                            |                                |
| مؤشر التنمية البشرية                                      | 0.925                                                                |                                |
| رمز المكالمات الدولي                                      | +65                                                                  | +674                           |
| رمز الإنترنت                                              | .sg                                                                  | .nr                            |
| المنطقة الزمنية                                           | ت ع م+08:00، توقيت سنغافورة المنسق ‏                                  | ت ع م+12:00                    |

## منظمات دولية مشتركة
يشترك البلدان في عضوية مجموعة من المنظمات الدولية، منها:
| علم المنظمة | اسم المنظمة                   | تاريخ انضمام سنغافورة | تاريخ انضمام ناورو |
| ----------- | ----------------------------- | --------------------- | ------------------ |
|             | يونسكو                        | 8 أكتوبر 2007         | 17 أكتوبر 1996     |
|             | بنك التنمية الآسيوي           | 1966                  | 1991               |
|             | منظمة حظر الأسلحة الكيميائية  | ?                     | ?                  |
|             | الاتحاد البريدي العالمي       | ?                     | ?                  |
|             | منظمة الشرطة الجنائية الدولية | ?                     | ?                  |
|             | الأمم المتحدة                 | 21 سبتمبر 1965        | 14 سبتمبر 1999     |
|             | الاتحاد الدولي للاتصالات      | 22 أكتوبر 1965        | 10 يونيو 1969      |
|             | تحالف الدول الجزرية الصغيرة   | ?                     | ?                  |
|             | دول الكومنولث                 | ?                     | ?                  |

## وصلات خارجية
- موقع وزارة الخارجية السنغافورية